# قوبيونية
الفصيلة القوبيونية (الاسم العلمي: Gobiidae) هي فصيلة من الأسماك تتبع رتبة قوبيونيات الشكل من طائفة شعاعيات الزعانف. وهي أكبر فصائل الأسماك فهي تحتوي على أكثر من 2,000 نوع لأكثر من 200 أجناس. ومعظم هذه الأسماك صغيرة نسبيًا، حيث أن طولها لا يتعدى 10 سم (4 بوصات). تتضمن الفصيلة القوبيونية بعضًا من أصغرالفقاريات في العالم، مثل بعض أنواع جنس تريماتوم نانس (Trimmatom nanus) وبانداكا القزمية(Pandaka pygmaea) والتي لا يتعدى طولها عند تمام نموها 1 سم (3.8 بوصة). ولكن هناك بعضًا من أسماك القوبيونية الكبيرة، مثل بعض الأنواع من جنس جوبيويدس(Gobioides) أو بيريوفثالمودون، والتي يصل طولها إلى أكثر من 30 سم (1 قدم)، ويُعد هذا استثنائيًا. وبالرغم من إنها لا تُشكل عنصرًا مهمًا كغذاءٍ للبشر ولكنها تُعد فريسة غاية في الأهمية لأنواع أخرى من الأسماك ذات أهمية تجارية كبيرة مثل القد (cod), الحدوق (haddock), الشَّبَص (barramundi), والسمك المفلطح (flatfish). كما أن العديد من أسماك القوبيونية يتم وضعها في أحواض السمك، مثل بامبلبي من جنس براتشيغوبيوس(Brachygobius).

## الوصف
إن من أكثر الخصائص التي تُميز شكلياء أسماك الفصيلة القوبيونية هي زعانفه الحوضية المندمجة والتي تُشكل ماصّة على شكل قرص. وتشبه هذه الماصّة في وظيفتها ماصّةالزعانف الظهرية (dorsal fin) لسمكة الريمورا (remora) أو ماصّة الزعانف الحَوضية لسمكةلومبسوكير (lumpsucker)، ولكنها تختلف تشريحيًا؛ حيث أن هذه التشابهات نتجت عن تطور متقارب (convergent evolution). وتستخدم أسماك القوبيونية الماصّة في الالتصاق بالصخور والمرجان (coral)، واللوح الزجاجي لأحواض السمك أيضًا.

## الأسر
تحتوي الفصيلة القوبيونية على ست أسر من الأسماك:

### أسرة القوبيوناوات
يُطلق على أفراد هذه الأسرة من الأسماك القوبيونية الحقيقية. كما أن جوبيداي هي أوسع الفصائل الفرعية انتشارًا وأكثرها تنوعًا، حيث تضم حوالي 2000 نوع و150 جنسًا.

### فصيلة أمبليوبيناي (Amblyopinae)
إن لأفراد فصيلة أمبليوبيناي الفرعية جسم ممدود ويعيشون في مساكن طينية وتعرف هذه الفصيلة غالبًا بجوبي الثعبان أو جوبي الدودة. كما تتصل زعنفتيها الظهريتين بغشاءٍ رقيق وعيناها منخفضتين للغاية. ويكون لونها عادةً وردي أو أحمر أو بنفسجي. وتحتوي فصيلة أمبليوبيناي على 12 جنس و23 فصيلة.

### فصيلة بينثوفيليناي
يرجع موطن أفراد فصيلة بينثوفيليناي إلى منطقة بونتو كاسبيان (والتي تتضمن مرمرة، الأسود، آزوف، قزوين، وبحر آرال. كما يتمتع ممثلو الأسرة بزعانف حَوضية مندمجة وظهرية ممدودة وزعانف شرجية. وتتميز هذه الأسرة عن أسرة جوبيناي (Gobiinae) التي تُشبهها كثيرًا في أنه ليس لدى البالغين منها مثانة للسباحة (swimbladder) وأيضًا مكان الطبقات العليا للزعانف الصدرية (pectoral fin) حيث تقع داخل غشاء الزعنفة. وهي تحتوي على أفراد فصيلة وجوبي الشرغوف (tadpole goby), وجوبي القرد (monkey goby), وجوبي ذو الرأس الكبير (bighead gobies).

### فصيلة جوبيونيليناي
يعيش معظم أفراد هذه الفصيلة في مصبات الأنهار (estuarine)، ولكن يعيش بعضها في المياه العذبة. كما تتواجد هذه الفصيلة في المناطق الاستوائية والمعتدلة على مستوى العالم باستثناء الجزء الشمالي الشرقي من المحيط الأطلنطي، والبحر الأبيض المتوسط، ومنطقة بونتو كاسبيان. وتضم هذه الفصيلة حوالي 370 نوعًا و55 جنسًا.">http://sci.tamucc.edu/~lsci/marb/uploads/FishLabPublications/Publication.pdf}}</ref></a>

### فصيلة أوكسوديرسيناي
يُطلق على أفراد هذه الفصيلة اسم نطاط الطين. فهم أفراد متخصصون للغاية دون باقي أفراد الفصيلة. حيث إنهم يستطيعون البقاء على قيد الحياة على سطح الأرض لفترة طويلة عن طريق دمج التكيُفات السلوكية والوظائفية معًا، بما في ذلك زعانفها الصدرية التي تعمل كأرجل بسيطة؛ والقدرة على التنفس عن طريق الجلد (مثل الضفدع)؛ والقدرة على حفر جحور في أماكن رطبة لتجنُب الجفاف. يعيش سمك نطاط الطين في مناطق المد، وخصوصًا المسطحات الطينية وغابات الأيكة الساحلية، ويوجد فقط في المناطق الاستوائية وشبه الاستوائية.

### فصيلة سيسيديناي
سيسيديناي هي فصيلة فرعية صغيرة من الفصائل التي تعيش في الماء العذب، حيث تضم تسعة أجناس فقط. وتتواجد هذه الفصيلة عادةً في التيارات الجبلية سريعة الحركة في الجزر الاستوائية.">http://www.mnhn.fr/sfi/cybium/numeros/313/06.Watson%20448.pdf}}</ref></a>

## علم البيئة وعلم الأحياء
تُعد أسماك القوبيونية أسماكًا بدائية وهي تعيش في مناطق بحرية ضحلة بما في ذلك برك المد (tide pool), والشعب المرجانية، والأعشاب البحرية (coral reef); وتكثُر أيضًا في المياه قليلة الملوحة (seagrass meadow) ومصبات الأنهار (brackish water) بما في ذلك المناطق التي يصعب الوصول إليها من الأنهار ومستنقعات الأشجار الاستوائية (mangrove swamp), والمستنقعات المالحة (salt marsh). ولقد تكيف أيضًا عدد قليل من أسماك القوبيونية بصورة كاملة (هي ليست معروفة بالضبط، ولكنها مئات قليلة) مع بيئات المياه العذبة (freshwater). وتتضمن جوبي النهر الآسيوي (رينوجوبيوس (Rhinogobius) spp.), وجوبي صحراء أستراليا (تشلاميدوجوبيوس ايريميوس (Chlamydogobius eremius), وجوبي الأوروبي الذي يعيش في مياه عذبة بادوجوبيوس. وتتغذى معظم أسماك القوبيونية على اللافقاريات الصغيرة، ولكن هناك أنواع كبيرة تتغذى على أسماك أخرى والقليل منها يتغذى على الطحالب (algae) العالقة.

### التكاثر
يضع جوبي البيض على قاعدةٍ سفلية، مثل النباتات، أو الشِعاب أو سطح الصخور. ويمكنها أن تضع من خمس إلى مئات قليلة من البيض ويتوقف ذلك على حسب النوع. وبعد تخصيب البيض، تقوم الذكور بحراستها من المفترسين ويُزيل منها الفُتات. كما أن البيض يفقس بعد أيام قليلة. تُولد اليرقات شفافة، ولكن يتغير لونها بعد أن تتفرق لتجد سكنًا مناسبًا. تُحمل يرقات الأنواع التي تعيش في المياه العذبة مع التيار إلى مصبّات الأنهار ذات المياه المالحة قليلاً، أو إلى البحر، وبعد أيام أو شهور تعود إلى المياه العذبة ثانيةً.
كما تصل أسماك القوبيونية التي تعيش في المياه الأكثر دفئًا إلى سن البلوغ في غضون شهور، بينما تستغرق تلك التي تعيش في بيئات أكثر برودة مدة قد تصل إلى سنتين. وتختلف فترة حياة أسماك القوبيونية من سنة إلى عشر سنوات، وبصفة عامة تعيش الأنواع المعتدلة فترة طويلة.
لبعض أنواع أسماك القوبيونية القدرة على تغيير جنسها من الأنثى إلى الذكر مثل جوبي ذي العين السوداء (blackeye goby). كما يُولد معظم أفراد تلك الأنواع إناثًا، وعلى الذكر أن يبذل جهودًا كبيرة في حراسة بيض الإناث العديدة التي يتكاثر معها.

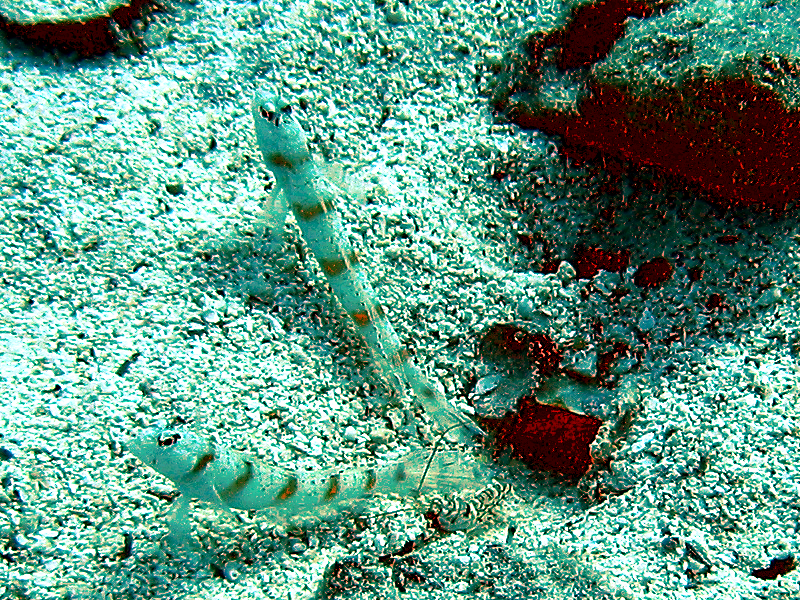
يعيش بعض أسماك القوبيونية البحرية في تعايش مع الجمبري.

### التعايش
أحيانًا تكون أسماك القوبيونية علاقات تعايشية (symbiosis) مع أنواع أخرى، مثل الجمبري (shrimps) الذي يحفر جحورًا. يحفر الجمبري جحرًا في الرمل حيث يعيش الجمبري وأسماك القوبيونية معًا. مقارنةً بأسماك القوبيونية فإن للجمبري حاسة بصر ضعيفة، ولكنه إذا شاهد أو شعر بأسماك القوبيونية يسبح فجأةً نحو الجُحر فإنه يتبعه. كما أن الجمبري وأسماك القوبيونية دائمًا على اتصال ببعضهم، فيستخدم الجمبري قرون استشعاره ويضرب جوبي الجمبري بذيله عند توجيه الإنذار. ولذلك يُطلق أحيانًا على تلك الأنواع اسم جوبي الحارس (Watchman goby) أو جوبي القريدس. حيث يستفيد كل طرف من هذه العلاقة: فيستقبل الجمبري إشارة إنذار من جوبي عند الشعور بالخطر، كما يسعد جوبي بملاذٍ آمن يضع فيه بيضة. يتكاثرالذكر ألفاوالأنثى فقط، بينما تأكل الأسماك الأخرى بشكلٍ مقتصد لتتجنب أن يأكلها الذكر ألفا أو الأنثى. وبهذه الطريقة، فإن الأكبر والأقوى هم فقط من يستطيعون التكاثر.[بحاجة لمصدر]
كما تظهر جوبي النيون (أيلاكاتينوس (Elacatinus) spp.) كمثالٍ آخر على التعايش. ويُطلق عليها أيضًا اسم «جوبي المُنظفة» حيث تعمل على إزالة الطفيلياتمن الجسم، والزعانف، والفم، والخياشيم من عدد كبير من الأسماك الكبيرة المتنوعة. ولعل من أبرز سمات هذا التعايش أن كثيرًا من الأسماك التي تذهب إلى محطات جوبي للتنظيف (cleaning station) تتعامل مع تلك الأسماك الصغيرة على أنها غذاء لها (على سبيل المثال، جروبر (grouper) وأسماك الفصيلة النهاشية. وكالعادة، يستفيد كلا الطرفين من هذه العلاقة: حيث يحصل أسماك القوبيونية على إمداد مستمر من الغذاء لأن الأسماك الكبيرة تذهب إلى محطات التنظيف لديها، وتترك الأسماك الكبيرة محطات التنظيف وهي بصحة أقوى مما كانت قبل وصولها.

## الأهمية التجارية
(Ukraine)

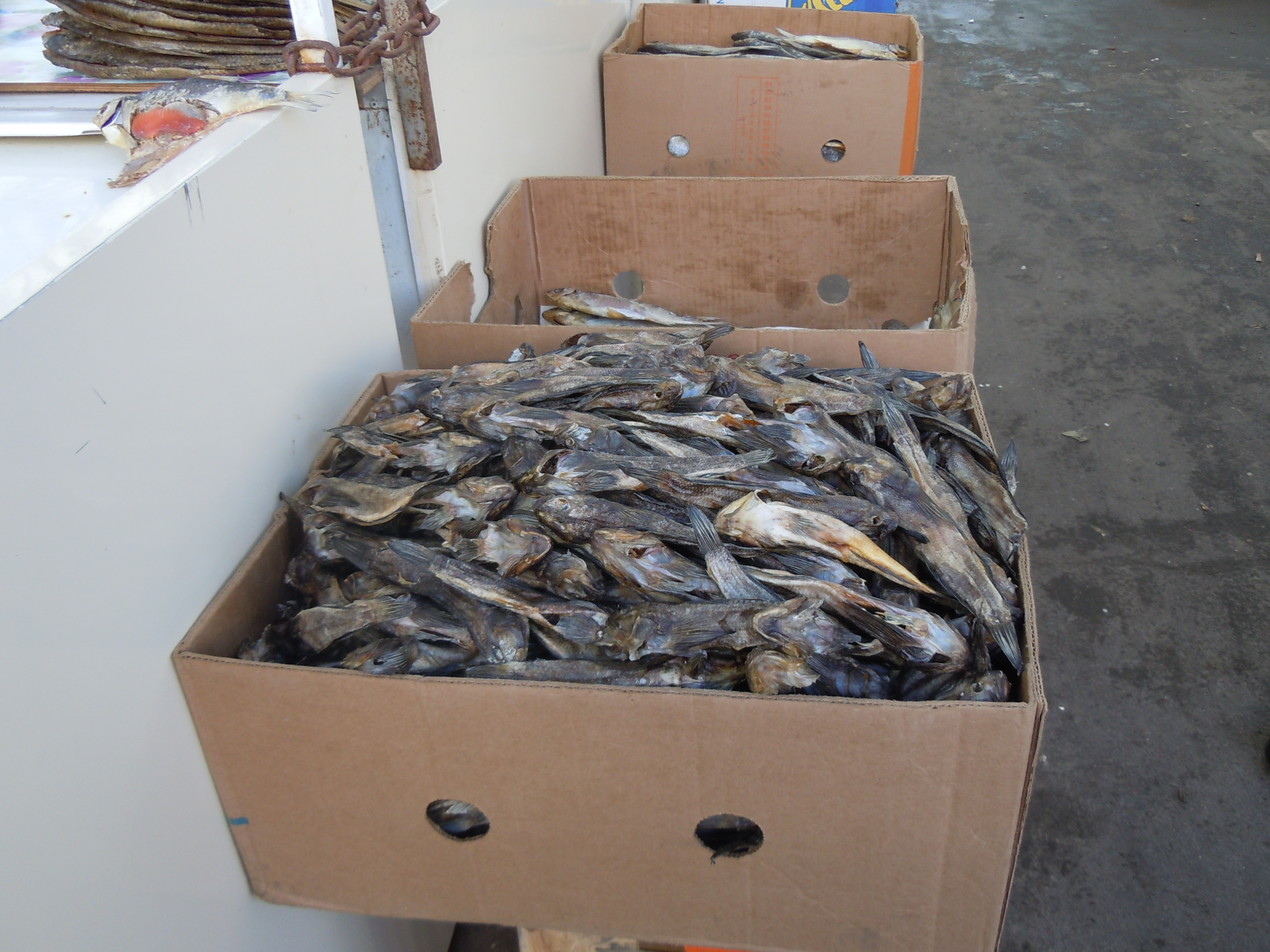
يتم عرض أسماك القوبيونية المجففة في الأسواق في أوديسا (Odessa), أوكرانيا

كما أنها تتمتع بأهمية تجارية في أوكرانيا (Ukraine). حيث يتم صيدها من بحر آزوف، ومن الجهة الشمالية الشرقية للبحر الأسود. ومن أهم الأنواع جوبي المستدير (round goby), وجوبي القرد (monkey goby), وجوبي الضفدع (toad goby), وجوبي الأعشاب (grass goby). ويعتبر جوبي الأعشاب (grass goby) من الأسماك التجارية في إيطاليا أيضًا.

### في أحواض السمك
إن كثيرًا من أنواع أسماك القوبيونية تُحفظ في أحواضٍ للسمك. كما أن معظم أنواع جوبي الأسيرة هي التي كانت تعيش في المياه المالحة، فهي تُضيف الكثير إلى الشعب المرجانية الصحية أو أحواض للسمك فقط. ولعل الأحجام الصغيرة الملونة هي الأكثر شيوعًا جوبي نيون (neon goby). كما تبقى غالبية أسماك القوبيونية في الجزء السفلي من الحوض، لتتخفى في الصخور، ولكن هناك بعض الأنواع (أبرزهم جوبي الجمبري) تُفضل حفر جحور صغيرة لنفسها. وعلى الحراس المحتملين لتلك الأسماك العجيبة توفير قاعدة ذات حبوب جيدة لتجنب تلف جوانبها السفلية الحساسة.
أكثر الأنواع شيوعًا في حفظها الأنواع التي تعيش في المياه المالحة بما في ذلك جوبي جمبري الراندل، وجوبي الحارس. ولعل جوبي بامبلبي من جنس براتشيجوبيوس (Brachygobius) أكثر أنواع المياه العذبة انتشارًا في التجارة، لكونها صغيرة، وملونة، ويسهُل الاهتمام بها. كما أنها بحاجة إلى ظروف استوائية قاصية، ومياه قلوية عذبة أو قليلة الملوحة لتعيش جيدًا.
إن أسماك القوبيونية بصفةٍ عامة تعيش بسلام مع صديقاتها في الحوض، بالرغم من أنهم محليون فيما بينهم. وحيث أن معظم الأسماك صغيرة فهي لا تمتلك أي شعور افتراسي ناحية الأسماك الأخرى، فهم يكونون دائمًا جيد أسماك اجتماعية (community fishes). وفي معظم الأحيان، المشكلة الكبرى تكمُن في إطعامهم، مع وجود بعض الاستثناءات، حيث تُفضل الأنواع الصغيرة في أحواض السمك الطعام الحيّ أو المجمد فضلاً عن الرقائق، كما أنهم لا يجيدون فن التنافس مع الأنواع النشطة مثلسيتشليد (cichlid) والمشكلة الأخرى هي أنهم يقفزوا من الحوض، لذلك يجب وضع غطاءً مُحكم. لذا يُنصح بوضعهم مفردين أو مع أنواع كانت تسكن في مناطق هادئة مثل هافبيك (halfbeak) والجوبي (Guppy).

## وصلات خارجية
- [<a href="http://www.gobiidae.com">http://www.gobiidae.com</a> Gobioid Research Institute]
- [<a href="http://www.themudskipper.org">http://www.themudskipper.org</a> Themudskipper.org: a website on mudskippers]
- [<a href="http://homepage.mac.com/nmonks/Projects/FAQ/5c.html">https://web.archive.org/20080615005520/homepage.mac.com/nmonks/Projects/FAQ/5c.html</a> Mudskipper and goby page for aquarists]
- [<a href="http://www.wetwebmedia.com/clnrfaqs.htm">http://www.wetwebmedia.com/clnrfaqs.htm</a> Article on cleaner gobies in aquaria]
- [<a href="http://homepage.mac.com/nmonks/Projects/FAQ/6b.html">https://web.archive.org/20080615005530/homepage.mac.com/nmonks/Projects/FAQ/6b.html</a> Brackish water aquarium FAQ entry on gobies]